# Lincoln (Familienname)
Lincoln ['liŋ.kən] (anhörenⓘ) ist ein amerikanischer Familienname.

## Namensträger
- Aaron von Lincoln (um 1123–1186), englischer Finanzier
- Abbey Lincoln (Anna Marie Wooldridge; 1930–2010), US-amerikanische Sängerin
- Abraham Lincoln (Offizier) (1744–1786), britisch-amerikanischer Offizier, Großvater von Abraham Lincoln
- Abraham Lincoln (1809–1865), US-amerikanischer Politiker, Präsident 1861 bis 1865
- Abraham Lincoln II (1873–1890), Enkel von Abraham Lincoln
- Alexander Lincoln (* 1994), britischer Filmschauspieler
- Andrew Lincoln (* 1973), britischer Schauspieler
- Anthony Lincoln (1911–1993), britischer Diplomat
- Benjamin Lincoln (1733–1810), US-amerikanischer General
- Blanche Lincoln (* 1960), US-amerikanische Politikerin
- Bruce Lincoln (* 1948), US-amerikanischer Religionswissenschaftler
- C. Eric Lincoln (1924–2000), US-amerikanischer Soziologe und Theologe
- Craig Lincoln (* 1950), US-amerikanischer Wasserspringer
- Curt Lincoln (1918–2005), finnischer Rennfahrer und Tennisspieler
- Ed Lincoln (1932–2012), brasilianischer Musiker
- Edward Baker „Eddie“ Lincoln (1846–1850), zweiter Sohn des amerikanischen Präsidenten Abraham Lincoln und seiner Ehefrau Mary Todd Lincoln
- Elmo Lincoln (1889–1952), US-amerikanischer Schauspieler
- Emma Lincoln-Smith (* 1985), australische Skeletonpilotin
- Enoch Lincoln (1788–1829), US-amerikanischer Politiker (Maine)
- Evelyn Lincoln (1909–1995), US-amerikanische Angestellte im Weißen Haus und Sachbuchautorin
- Frederic Walker Lincoln (1817–1898), US-amerikanischer Politiker
- Fredman Ashe Lincoln (1907–1998), britischer Rechtsanwalt und Marineoffizier
- Gatewood Lincoln (1875–1957), US-amerikanischer Marineoffizier
- Henry Lincoln (Henry Soskin; 1930–2022), britischer Autor und Schauspieler
- Holly Lincoln-Smith (* 1988), australische Wasserballspielerin
- Hugh of Lincoln (Ritualmordlegende) (Little Saint Hugh; um 1246–1255), englischer Junge, angeblich Opfer eines Ritualmords
- Hugo von Lincoln (Hugh of Lincoln; 1140?–1200), französischer Ordensgeistlicher, Bischof von Lincoln
- Ignaz Trebitsch-Lincoln (1879–1943), Mönch, Priester, Politiker, Militärberater und Spion
- Jessie Harlan Lincoln (1875–1948), Tochter von Robert Todd Lincoln
- Joseph Newhall Lincoln (1892–1945), US-amerikanischer Romanist, Hispanist und Lusitanist
- Lar Park-Lincoln (1961–2025), US-amerikanische Schauspielerin
- Laughing Charley Lincoln (Charley Hicks; 1900–1963), US-amerikanischer Bluesmusiker
- Lawrence J. Lincoln (1909–2000), US-amerikanischer Generalleutnant
- Levi Lincoln (1749–1820), US-amerikanischer Jurist und Politiker
- Levi Lincoln junior (1782–1868), US-amerikanischer Politiker
- Mary Lincoln (1818–1882), First Lady der Vereinigten Staaten
- Merv Lincoln (1933–2016), australischer Mittelstreckenläufer
- Robert Todd Lincoln (1843–1926), US-amerikanischer Politiker
- Samuel Lincoln (1622–1690), Engländer
- Sarah Lincoln (* 1982), deutsche Juristin, Rechtsanwältin, und stellvertretendes Mitglied des Hamburgischen Verfassungsgerichts
- Scott Lincoln (* 1993), britischer Kugelstoßer
- Tania Marie Lincoln (* 1972), deutsche Psychologin
- Thomas „Tad“ Lincoln (1853–1871), jüngster Sohn des amerikanischen Präsidenten Abraham Lincoln und seiner Ehefrau Mary Todd Lincoln
- Travis Lincoln Cox, US-amerikanischer Schauspieler
- William S. Lincoln (1813–1893), US-amerikanischer Politiker
- William Wallace Lincoln (1850–1862), dritter Sohn des amerikanischen Präsidenten Abraham Lincoln und seiner Ehefrau Mary Todd Lincoln
- Yannick Lincoln (* 1982), mauritischer Radrennfahrer